# 利贝雷茨州
利贝雷茨州（捷克語：Liberecký kraj），是捷克北部的一個州，歷史上屬於波希米亞。面積3,163平方公里，人口442,356（2019年）。主峰锅炉山（捷克语：Kotel）海拔高度1,435米。州府利贝雷茨。

## 行政区划
利贝雷茨州下分为4个县份：
|  | 捷克利帕縣           |
|  | 尼斯河畔亞布洛內茨縣 |

|  | 利貝雷茨縣 |
|  | 塞米利縣   |

|  | 捷克利帕縣           |
|  | 尼斯河畔亞布洛內茨縣 |

|  | 利貝雷茨縣 |
|  | 塞米利縣   |

在县之下，利贝雷茨州共有215个市镇，其中65个位于塞米利縣，59个位于尼斯河畔亞布洛內茨縣，57个位于捷克利帕縣，34个位于利貝雷茨縣。